# Chef Joseph
 (août 2020).
 (août 2020).
Chef Joseph, de son vrai nom Hinmaton-Yalaktit ou Hin-mah-too-yah-lat-kekht, est un chef Nez-Percés né le 3 mars 1840 et mort le 21 septembre 1904.

## Biographie

### Enfance
Chef Joseph est né dans la vallée de la Wallowa, dans l’État de l'Oregon, d’un père Cayuse appelé Vieux Chef Joseph et d’une mère Nez-Percé.
« Mon père fut le premier à deviner les plans des hommes blancs, il dit :

“Mon fils... Quand je serai parti tu seras le chef de ce peuple. Souviens-toi toujours que ton père n'a jamais vendu sa terre... Cette terre renferme les ossements de ton père. Ne vends jamais les os de ton père et de ta mère.”

J'ai serré la main de mon père et je lui ai dit que je protégerai sa tombe avec ma vie... » (Chef Joseph)
Il devient chef de la tribu à partir de 1871 à la suite de la mort de son père. Il se trouva rapidement impliqué dans le combat de résistance contre l’envahissement des terres de son peuple par les colons américains, la situation étant encore aggravée par la découverte d’or. Un traité, préparé en 1868 par le gouvernement des États-Unis dans le but d’évincer les Nez-Percés des terres aurifères, avait causé une scission entre les partisans et les opposants.
Lors des « négociations » qui ont duré près de six ans pour leur faire quitter leurs terres de l'Oregon :
« Ne vous méprenez pas sur mon intérêt pour la terre. Je n'ai jamais dit que la terre était à moi pour en faire ce que je veux. Celui qui a le droit d'en disposer est le Créateur. Je réclame le droit de vivre sur ma terre et je vous accorde le privilège de vivre sur la vôtre. La terre est la Mère de tous les peuples. » (Chef Joseph)
« Nous ne voulons pas interférer avec votre religion mais parler de choses pratiques. Plus de vingt fois vous nous avez répété que la terre est votre Mère (...) On ne veut plus en entendre davantage et venez au moins négocier une fois. » (Général Oliver O. Howard)

### Guerre des Nez-Percés
Chef Joseph choisit le camp des opposants et conduisit avec d'autres chefs la résistance face aux blancs. Le général Oliver O. Howard fut nommé pour résoudre le problème mais ses troupes furent repoussées après de lourdes pertes dans un combat à White Bird Canyon.
Les Nez-Percés remportèrent encore plusieurs batailles contre l’armée des États-Unis mais Chef Joseph réalisa que tôt ou tard son peuple serait surpassé en nombre. Il conduisit une retraite forcée, la poursuite des Nez-Percés, de 2 100 km vers le Canada, emmenant 750 guerriers, femmes et enfants à travers les montagnes Rocheuses, l'Idaho, le Wyoming et le Montana. Le 30 septembre 1877, alors qu’ils campaient, affamés, malades et épuisés à moins de 65 km de la frontière canadienne, ils furent rejoints et attaqués par le général Nelson A. Miles. Ils réussirent à tenir l’ennemi à distance pendant plusieurs jours mais finirent par se rendre le 5 octobre 1877. Chef Joseph prononça alors le discours suivant :

« Je suis fatigué de me battre. Nos chefs ont été tués. Allalimya Takanin est mort. Touhoulhoulzote est mort. Tous les anciens sont également morts... Celui qui dirigeait nos jeunes gens, Ollokot, est mort. Oh ! Il fait si froid et nous n'avons pas de couvertures. Nos petits enfants meurent de froid. Certaines personnes parmi mon peuple se sont enfuies dans les collines, elles n'ont ni couverture ni nourriture. Personne ne sait où elles sont allées, peut-être sont-elles déjà mortes de froid. Je veux qu'on me laisse du temps pour rechercher mes enfants, et voir combien je peux en retrouver vivants. Il se peut que je les retrouve parmi les morts. Écoutez-moi, dites au général Howard que je connais son cœur. Le mien est triste et tourmenté. À partir de ce jour, de l'endroit où se tient le soleil, je ne combattrai plus jamais ! »

### Fin de vie
Malgré les promesses de Miles, les survivants ne purent retourner sur leurs terres et ils furent envoyés dans le Territoire indien (l’actuel Oklahoma) où nombre d’entre eux moururent.
Joseph accomplit deux voyages à Washington afin d’obtenir le retour vers la vallée de la Wallowa (déformation de Wallamwatkain, nom de la bande dont il était le chef) où ils ne rencontrèrent qu’indifférence de la part du gouvernement.

« Les bonnes paroles ne durent pas longtemps (...) Les bonnes paroles ne ramèneront pas les morts de mon peuple. Elles ne me rendront pas ma terre maintenant envahie par les hommes blancs (...) Les bonnes paroles ne donneront pas un foyer à mon peuple où il pourrait vivre en paix pour s'occuper de lui-même. Je suis fatigué de parler et que ça ne mène à rien. Cela me rend malade quand je me souviens de toutes les bonnes paroles et des promesses non tenues. Vous ne pouvez pas plus espérer voir les rivières remonter à leur source que de voir un homme né libre qui soit heureux enfermé et parqué en lui refusant la liberté d'aller où il veut. »

— Chef Joseph

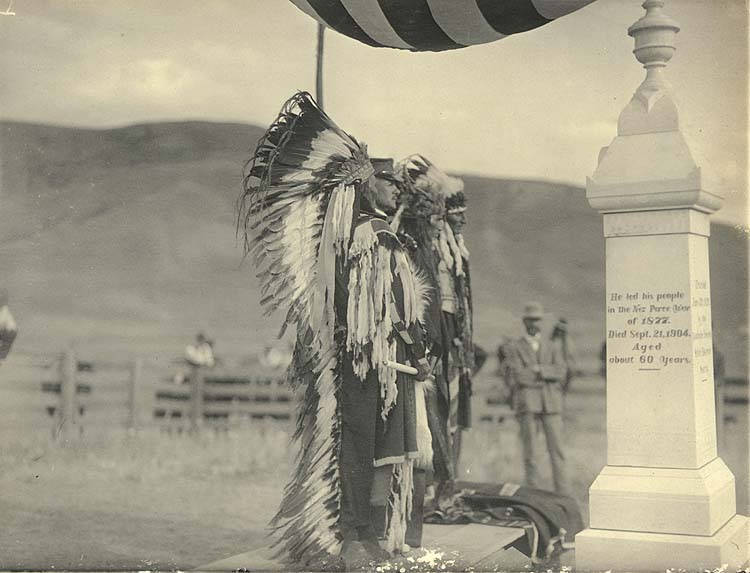
Pierre tombale, avec l'inscription : Il mena son peuple lors de la guerre des Nez-Percés de 1877. Il mourut le 21 septembre 1904, vers l'âge de 60 ans.

Il fut finalement autorisé à retourner dans la réserve de Colville dans l’État de Washington où il mourut le 21 septembre 1904, le médecin de la réserve diagnostiqua alors qu'il était mort de tristesse[réf. nécessaire]. En 1905, une cérémonie eut lieu sur la réserve de Colville, à Nespelem, en l'honneur de Chef Joseph.